# Mislođin
Mislođin (em cirílico:Мислођин) é uma vila da Sérvia localizada no município de Obrenovac, pertencente ao distrito de Belgrado, na região de Posavina. A sua população era de 2450 habitantes segundo o censo de 2009.

## Demografia
| 1948  | 1953  | 1961  | 1971  | 1981  | 1991  | 2002  |
| ----- | ----- | ----- | ----- | ----- | ----- | ----- |
| 1 206 | 1 260 | 1 305 | 1 395 | 1 834 | 2 151 | 2 313 |